# Ingrid van Houten-Groeneveld
Ingrid van Houten-Groeneveld (Berlino, 21 ottobre 1921 – Oegstgeest, 30 marzo 2015) è stata un'astronoma olandese.

## Biografia
Insieme al marito Cornelis Johannes van Houten, e a Tom Gehrels, ha formato un trio molto prolifico nella ricerca di asteroidi. Al trio è accreditata la scoperta di molte migliaia di asteroidi, tra di loro uno si rivelò essere nel 2012 una cometa periodica, la 271P/van Houten-Lemmon.
Tom Gehrels utilizzava il telescopio Schmidt di 48 pollici presso l'Osservatorio di Monte Palomar per mappare il cielo notturno ed inviare le lastre fotografiche ai coniugi van Houten presso l'Osservatorio di Leida. Qui i coniugi analizzavano le lastre alla ricerca di nuovi asteroidi.
Ingrid van Houten-Groeneveld nel 1951 ha inoltre scoperto una cometa che è stata confermata solo nel marzo 2023, grazie a ricerche d'archivio fatte dagli astrofili Maik Meyer e Gary W. Kronk e dall'astronomo Wayne Henry Osborn , ben 72 anni dopo la sua osservazione e quasi esattamente otto anni dopo la sua morte, la cometa ha ricevuto il nome di C/1951 G1 Groeneveld .
L'asteroide 1674 Groeneveld è chiamato così in suo onore.